# فرودگاه هچ
فرودگاه هچ (به انگلیسی: Hatch Airport) یک فرودگاه خصوصی است که یک باند فرود چمن و شن دارد و طول باند آن ۷۶۲ متر است. این فرودگاه در کشور ایالات متحده آمریکا قرار دارد و در ارتفاع ۱۱۵ متری از سطح دریا واقع شده‌است.